# Pseudechinolaena polystachya
Pseudechinolaena polystachya là một loài thực vật có hoa trong họ Hòa thảo. Loài này được (Humb., Bonpl. & Kunth) Stapf miêu tả khoa học đầu tiên năm 1919.